# توماس ده كايزر

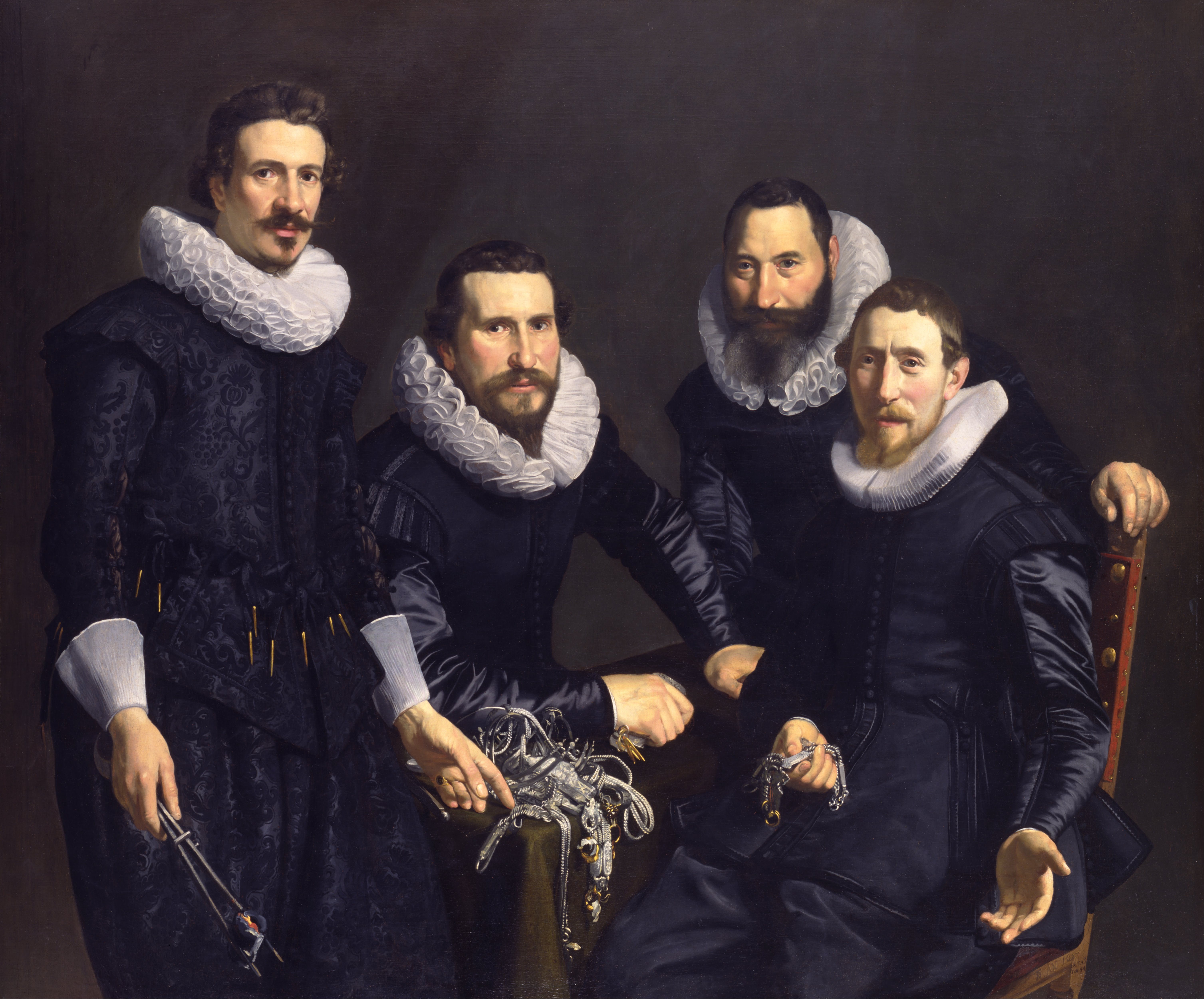
توماس ده كايزر - أفراد من نقابة كلية جولدسميث، جامعة لندن أمستردام

توماس ده كايزر (حوالي 1596–1667) كان مصوراً ومهندساً معمارياً هولندياً.

## معرض صور

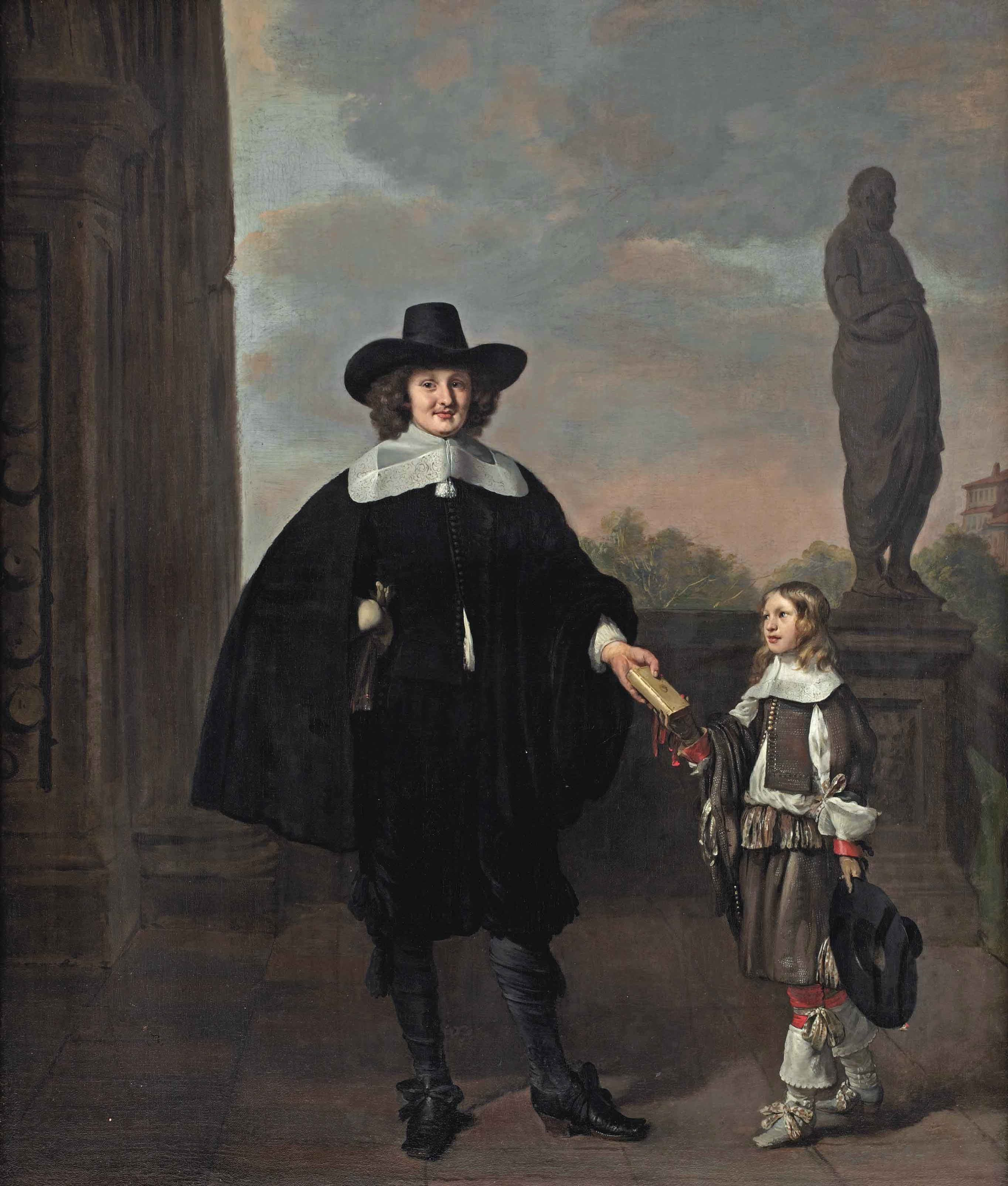
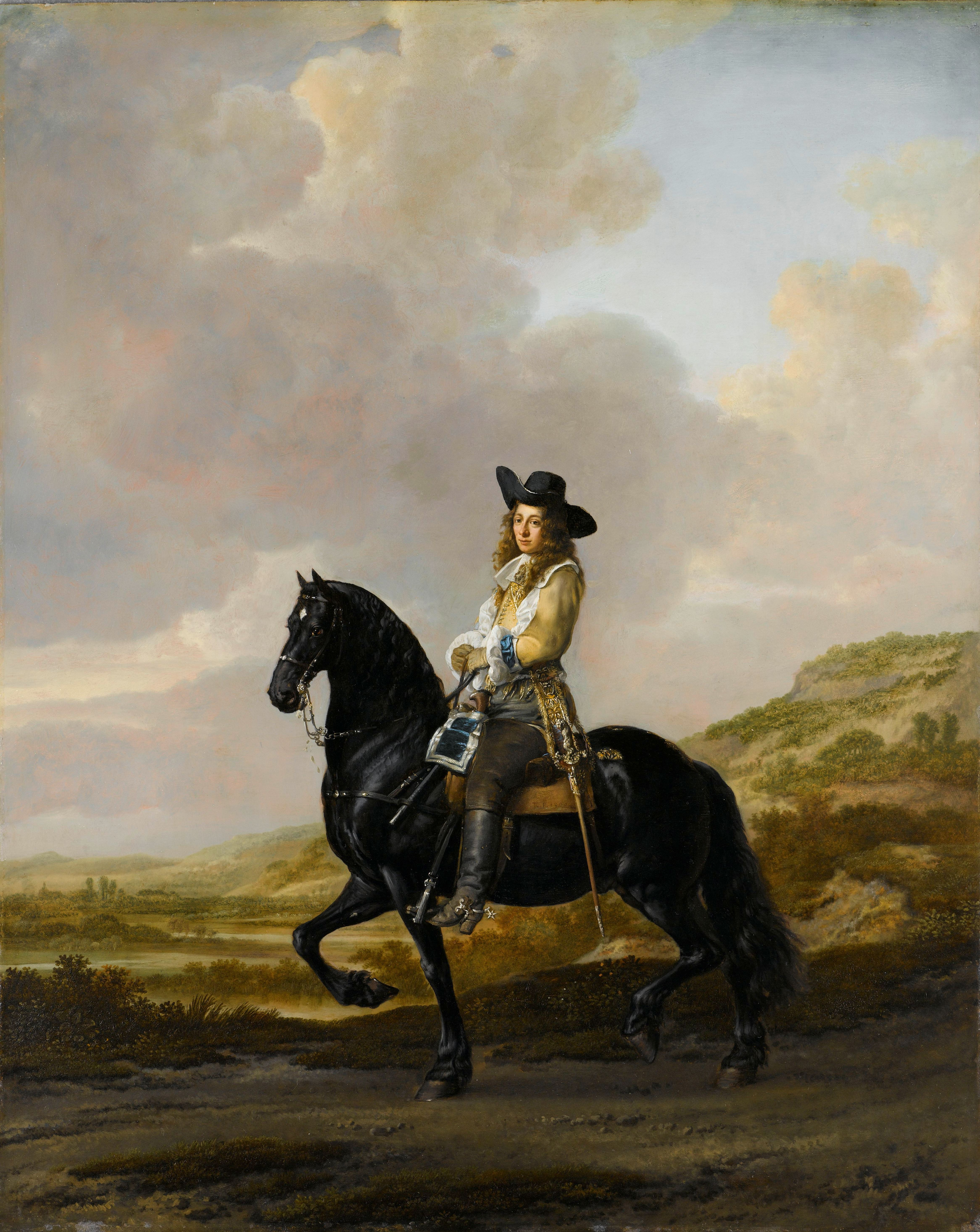
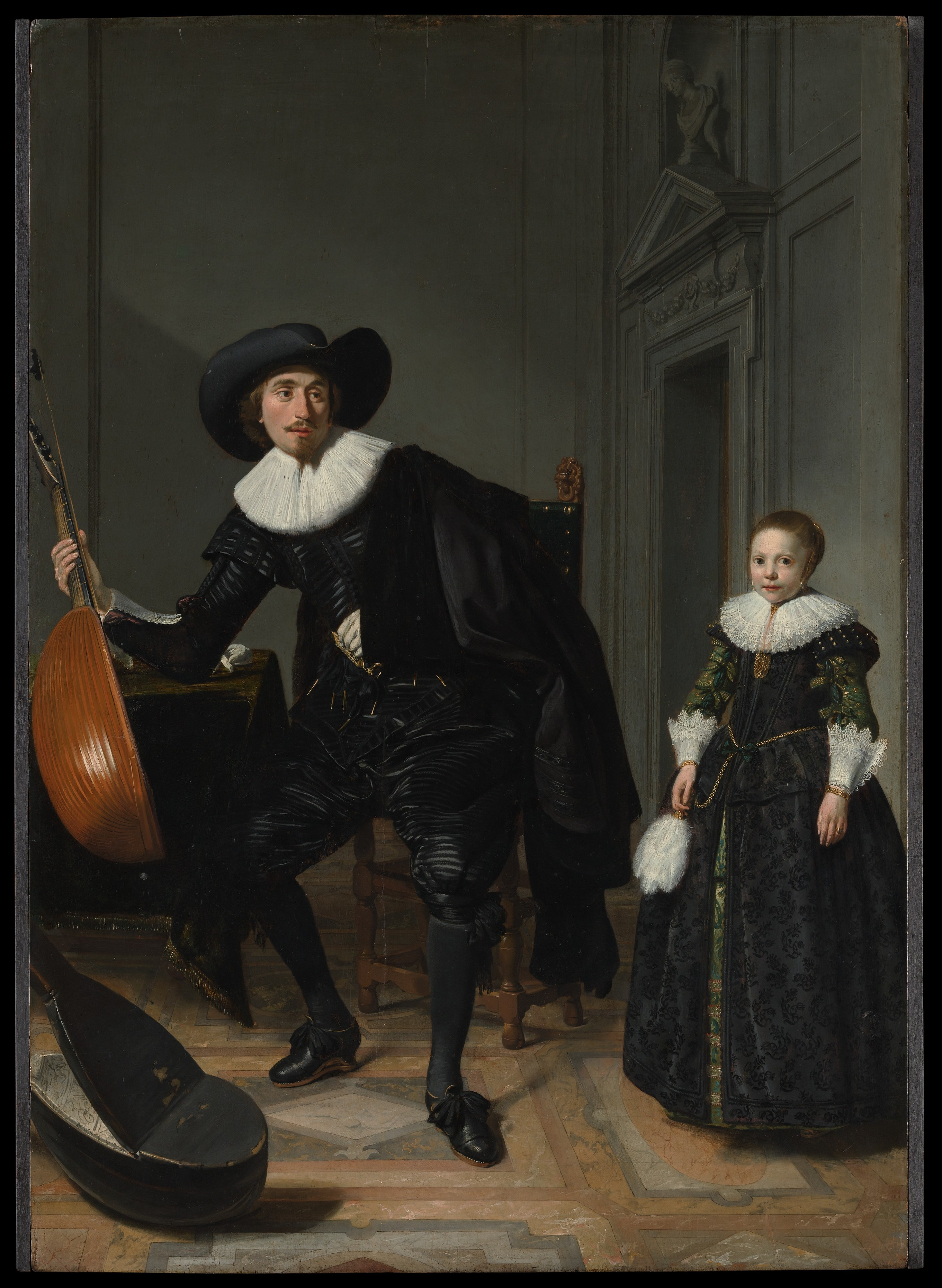
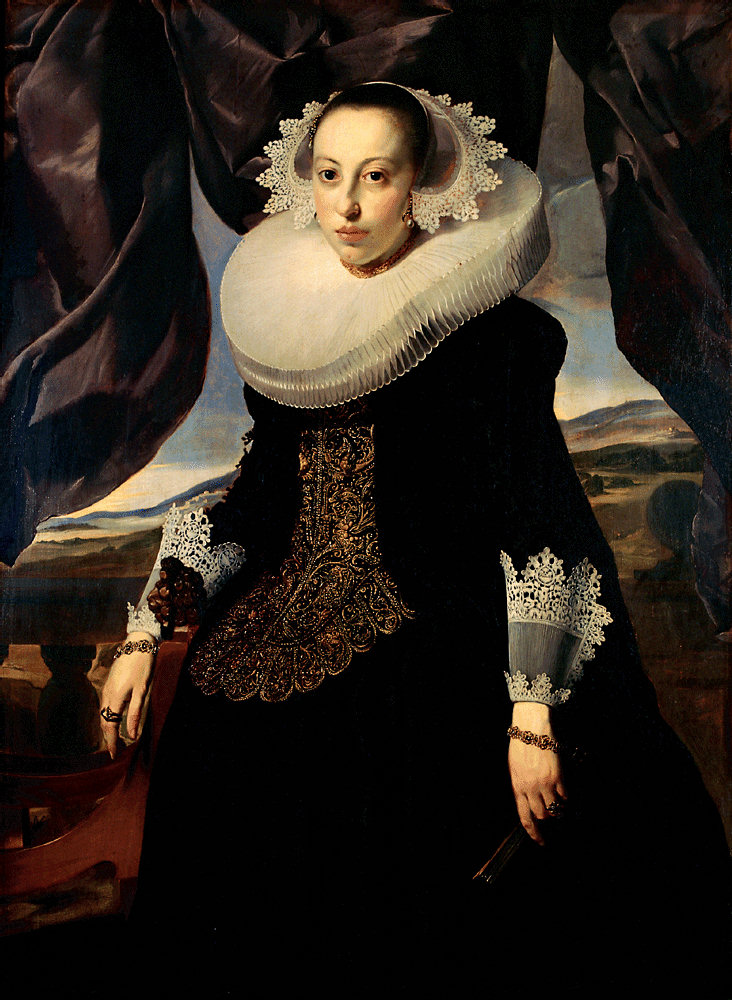
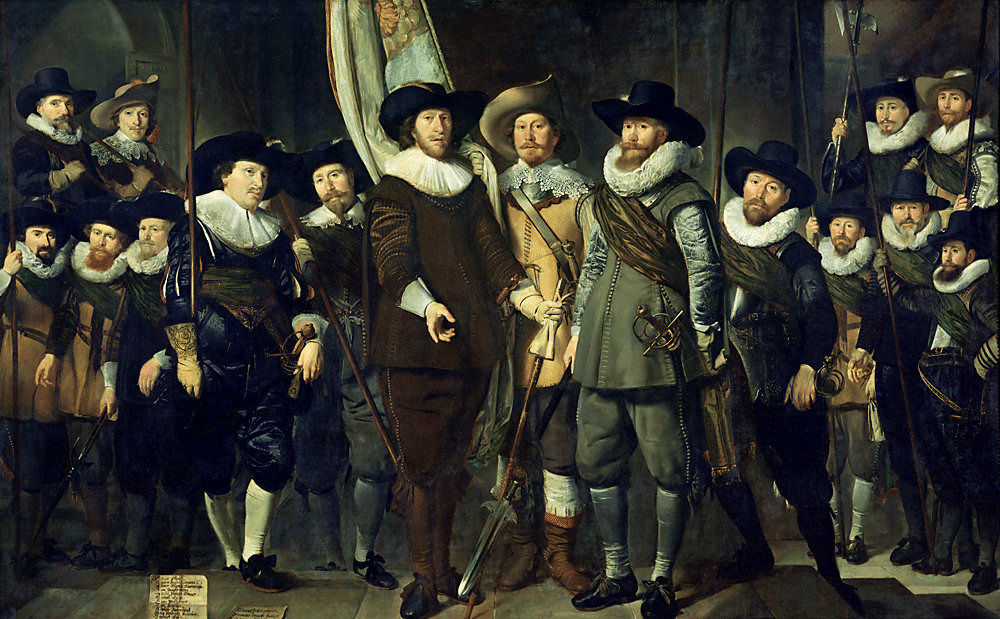
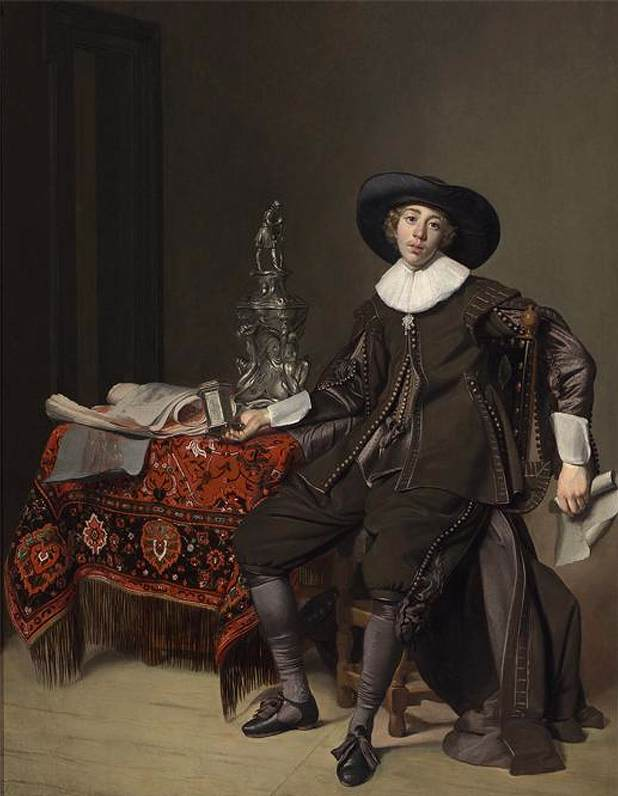

## ملحوظات
1. 1 2 3  RKDartists (بالهولندية), QID:Q17299517
2. ↑  "معلومات عن توماس ده كايزر على موقع nga.gov". nga.gov. مؤرشف من الأصل في 2017-06-30.
3. ↑  "معلومات عن توماس ده كايزر على موقع museothyssen.org". museothyssen.org. مؤرشف من الأصل في 2016-08-23.
4. ↑  "معلومات عن توماس ده كايزر على موقع purl.org". purl.org. مؤرشف من الأصل في 2020-04-10.